# Георги Желязкович
Георги Желязкович е български политик от Консервативната партия.

## Биография
Роден е през 1829 г. в София. Започва образованието си в родния си град, след което заминава да учи в Букурещ. Георги Желязкович завършва финансови науки в Париж.  След дипломирането си живее в Галац. През 1867 г. завършва право в Москва и започва да работи като чиновник в различни търговски фирми към Отоманската банка в Пловдив до 1878 г.
През 1868 г. става спомагателен член на Българското книжовно дружество, а след това и секретар на местната му секция. През 1879 г. Желязкович подготвя първия устав на Българска народна банка. След това става неин управител, както и министър на финансите в периода 1881-1882 г. По-късно е комисар на жп линията Русе-Варна и главен комисар на събирането на десетичните данъци. Сътрудничи на вестниците „Съзнание“ и "Търновска конституция".